# Smal fakkelgras
Smal fakkelgras of gewoon fakkelgras (Koeleria macrantha, synoniemen: Aira cristata L., Koeleria cristata (L.) Pers., Koeleria gracilis Pers., Koeleria cristata subsp. gracilis (Pers.) Beck.) is een vaste plant uit de grassenfamilie. In de Heukels' Flora van Nederland 24e druk (2020) worden de exemplaren van smal fakkelgras uit de duinen gerekend tot een andere soort: duinfakkelgras (Koeleria albescens).

## Determinatie
De plant wordt 30–80 cm hoog en vormt losse pollen, soms met zeer korte wortelstokken. De vrij slanke stengels zijn onderaan omgeven met zachte, verwerende bladscheden. De stengel is bij de bovenste bladschede 0,6–0,8 mm dik. De grijsgroene bladeren zijn van boven zeer dicht bezet met korte haren en vooral op de bladschijfvoet en de bovenkant van de bladschede zitten enkele lange haren. De 18 cm lange en 0,5–1 mm dikke bladeren van de niet bloeiende scheuten zijn opgerold en niet gewimperd. De vlakke bladschijf van de bloeiende scheuten is 1–2 mm breed. Op de randen van de bladschijf zitten afstaande, 1 mm lange haren. Het tongetje is ongeveer 0,5 mm lang.

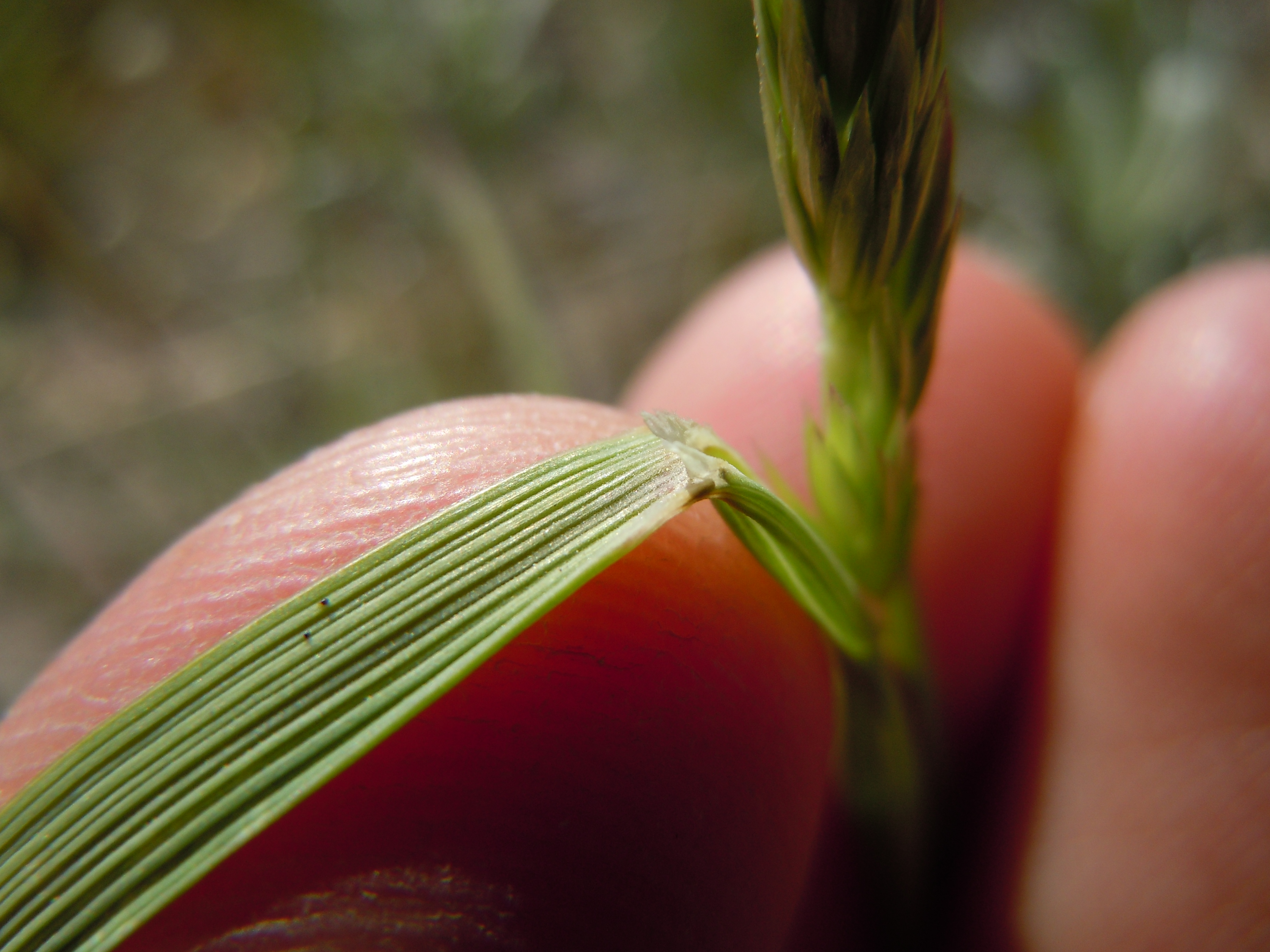
Tongetje

De plant bloeit in juni en juli met een 4–7 cm lange en 5–30 mm brede, cilindrische pluim met dicht bij elkaar staande bloemen. de bloeistengel is kaal, maar op de plaats van de bloeiwijze is deze behaard. De aartjes zijn 4–6 mm lang en bevatten 2–4 bloemen. De kale, lancetvormige, spitse kroonkafjes zijn ongelijk van lengte. Het onderste, 3,5–4 mm lange kroonkafje heeft één nerf en het 4–4,5 mm lange, lancetvormige bovenste kroonkafje heeft drie nerven. Aan het bovenste kroonkafje kan een kafnaald zitten. De onderkant van het kroonkafje is glad en de bovenkant ruw. De 3,2–4 mm lange kelkkafjes zijn evenlang. De vuilviolette helmhokjes zijn 1,7–2 mm lang.
De vrucht is een 2,5–3 mm lange graanvrucht. Het aantal chromosomen is 2n = 14, 28.

## Ecologie
Smal fakkelgras komt voor op droge, kalkhoudende zandgrond in graslanden, op dijken en langs spoorwegen.

### Syntaxonomie
In de syntaxonomie staat smal fakkelgras te boek als kensoort van de fakkelgras-orde (Cladonio-Koelerietalia), een orde van plantengemeenschappen van droge graslanden op kalkrijke zeeduinen.
Binnen het rivierengebied wordt de plant gebruikt als kensoort voor de associatie van sikkelklaver en zachte haver (Medicagini-Avenetum pubescentis), een zeer bloemrijke plantengemeenschap van kalkrijke zandgronden langs de grote rivieren.
Het is tevens een indicatorsoort voor het kalkgrasland, een karteringseenheid in de Biologische Waarderingskaart (BWK) van Vlaanderen en het Brussels Hoofdstedelijk Gewest met als code 'hk'.

## Verspreiding
Het verspreidingsgebied van smal fakkelgras strekt zich uit over Centraal-Europa en Noord-Amerika. De soort staat op de Nederlandse Rode Lijst van planten als vrij zeldzaam en stabiel of toegenomen.

## Fotogalerij

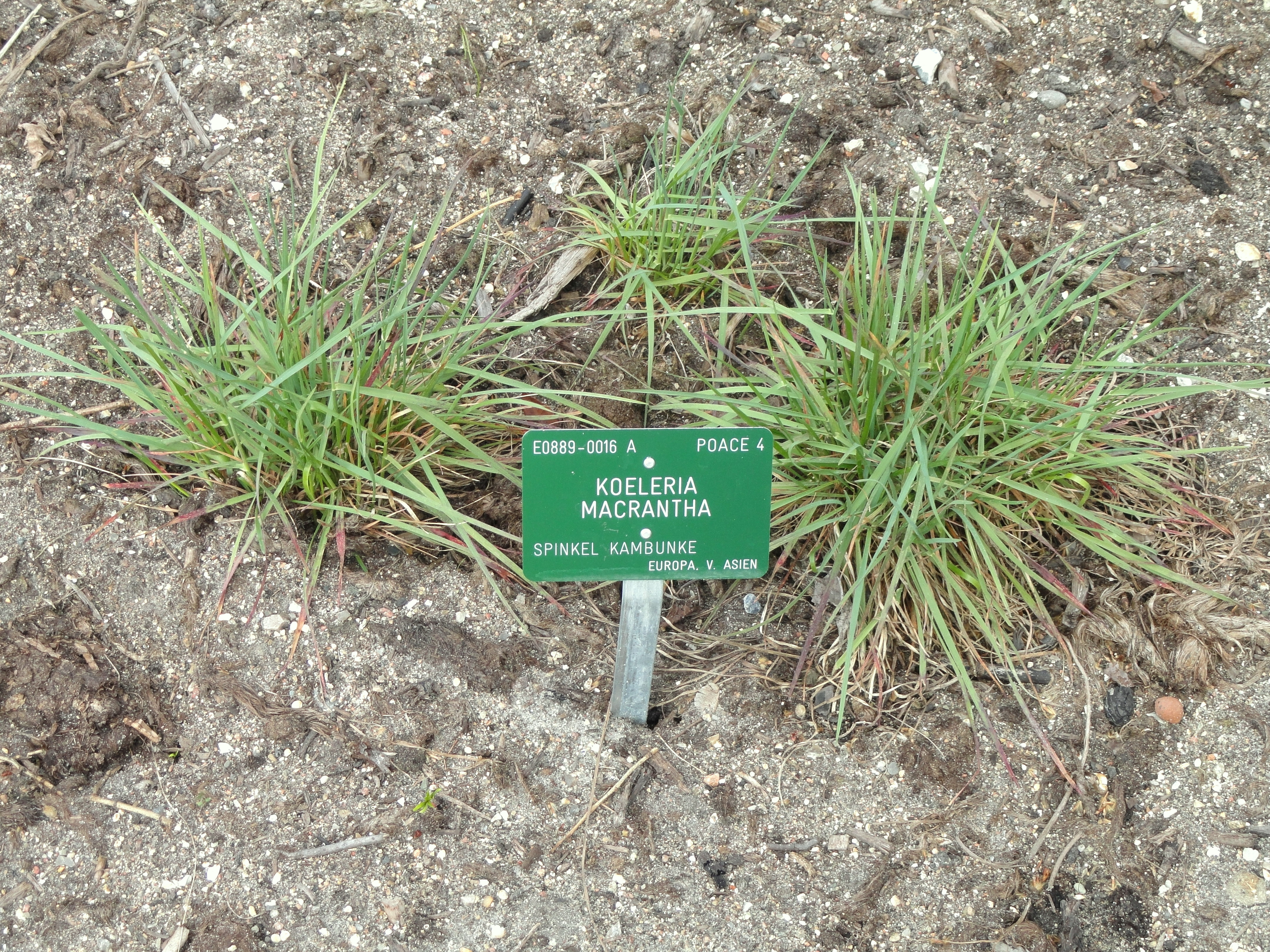
Planten
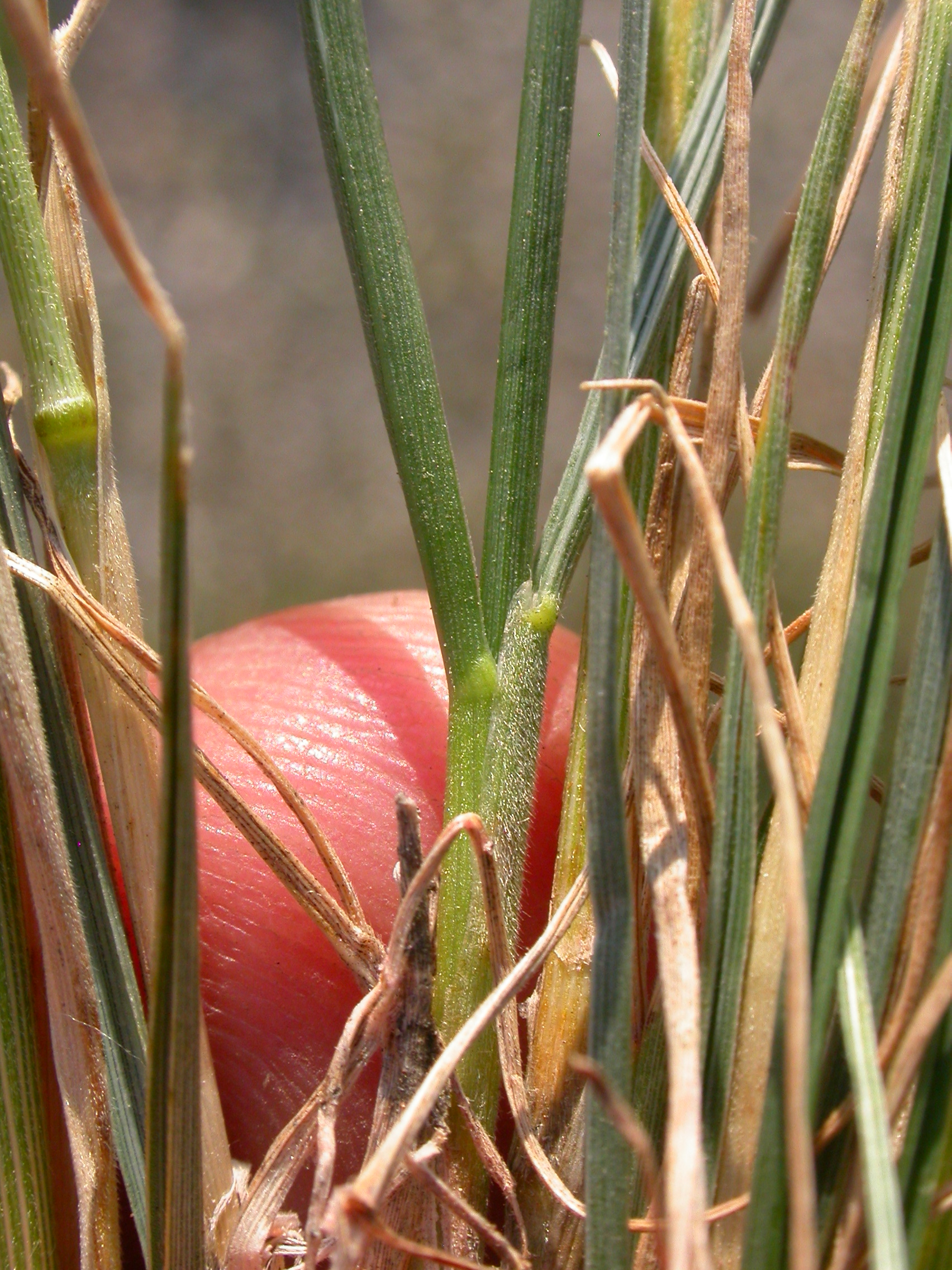
Bladscheden
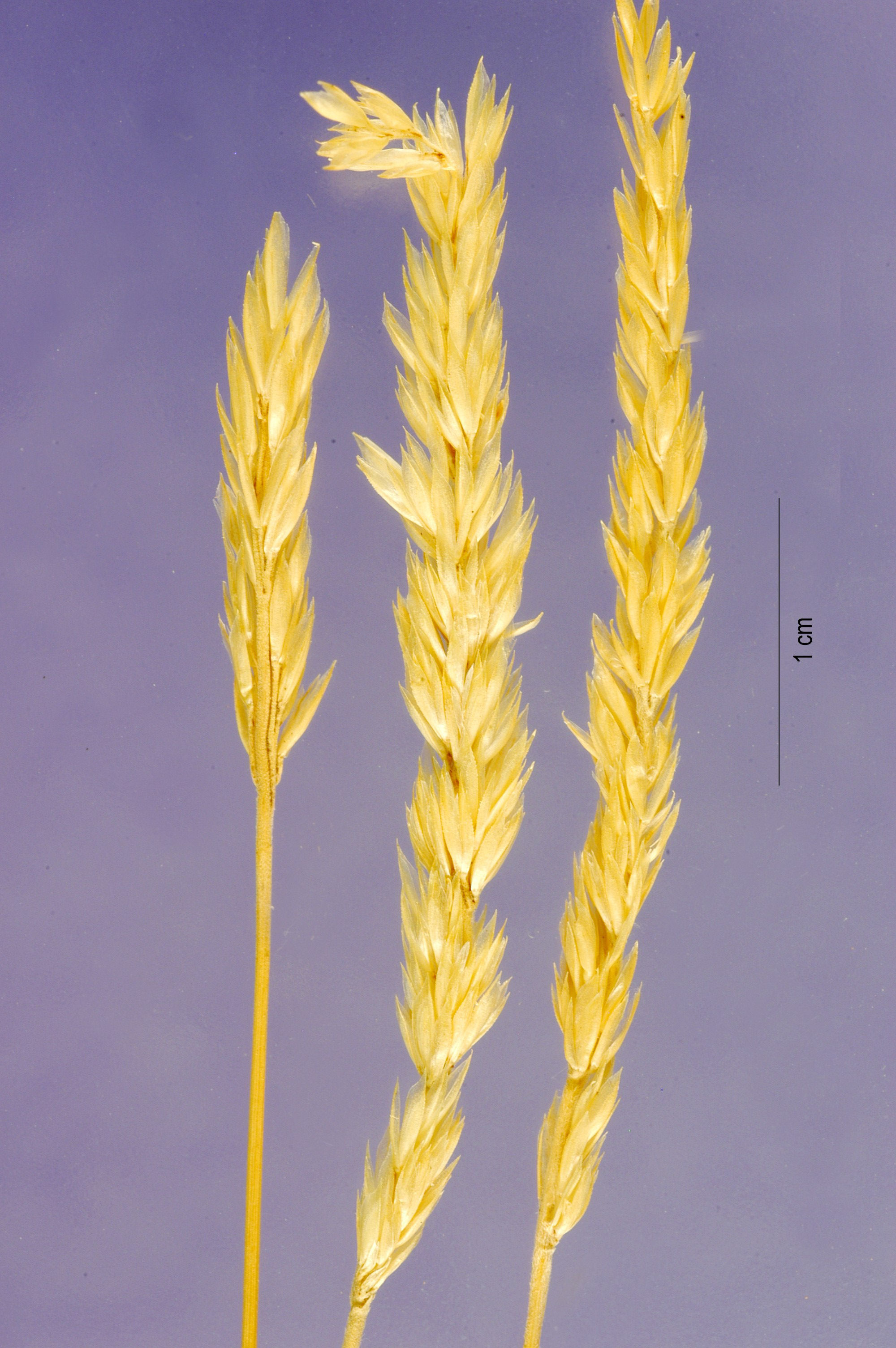
Bloeiwijze
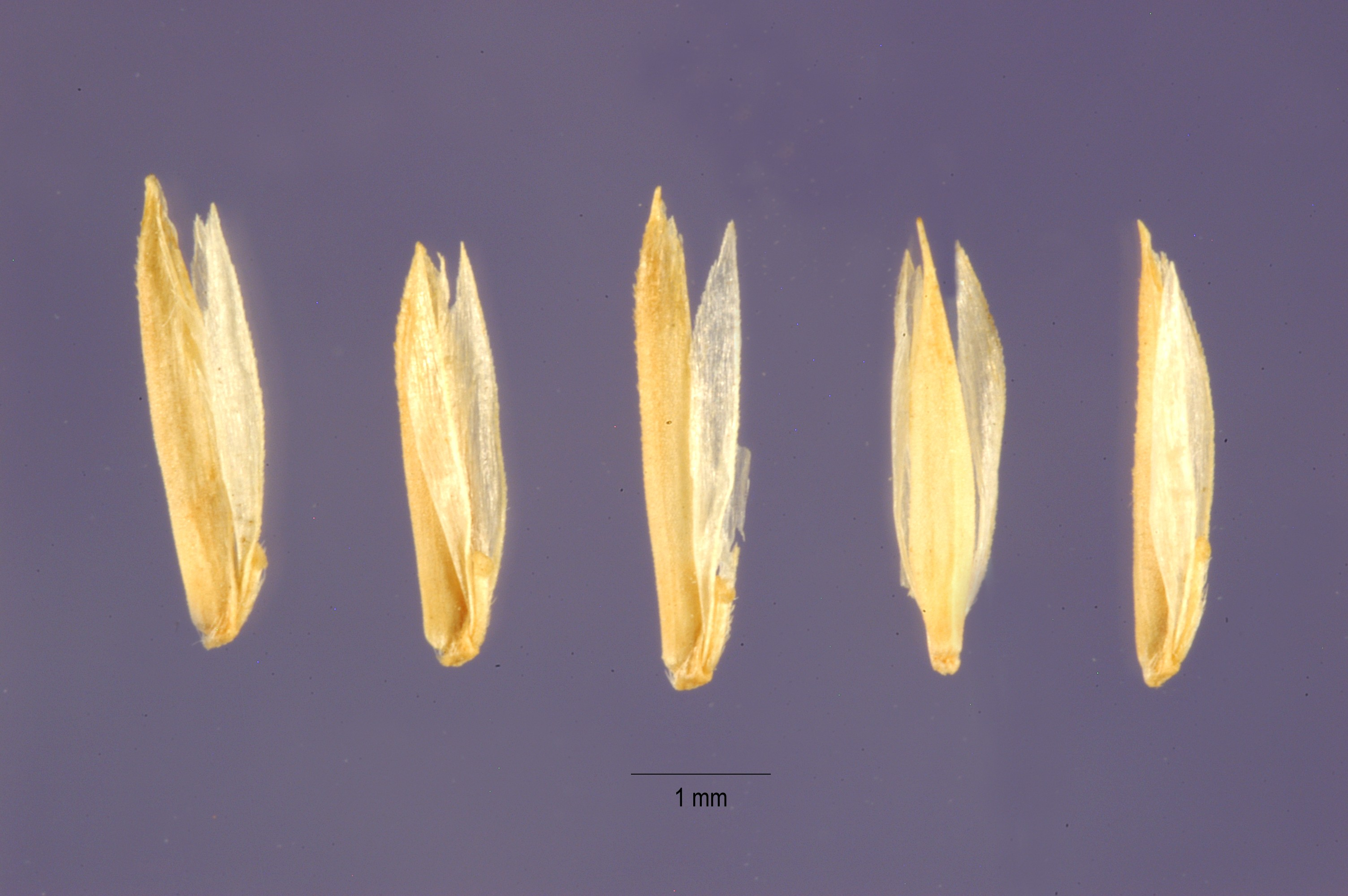
Vruchten (zaden)
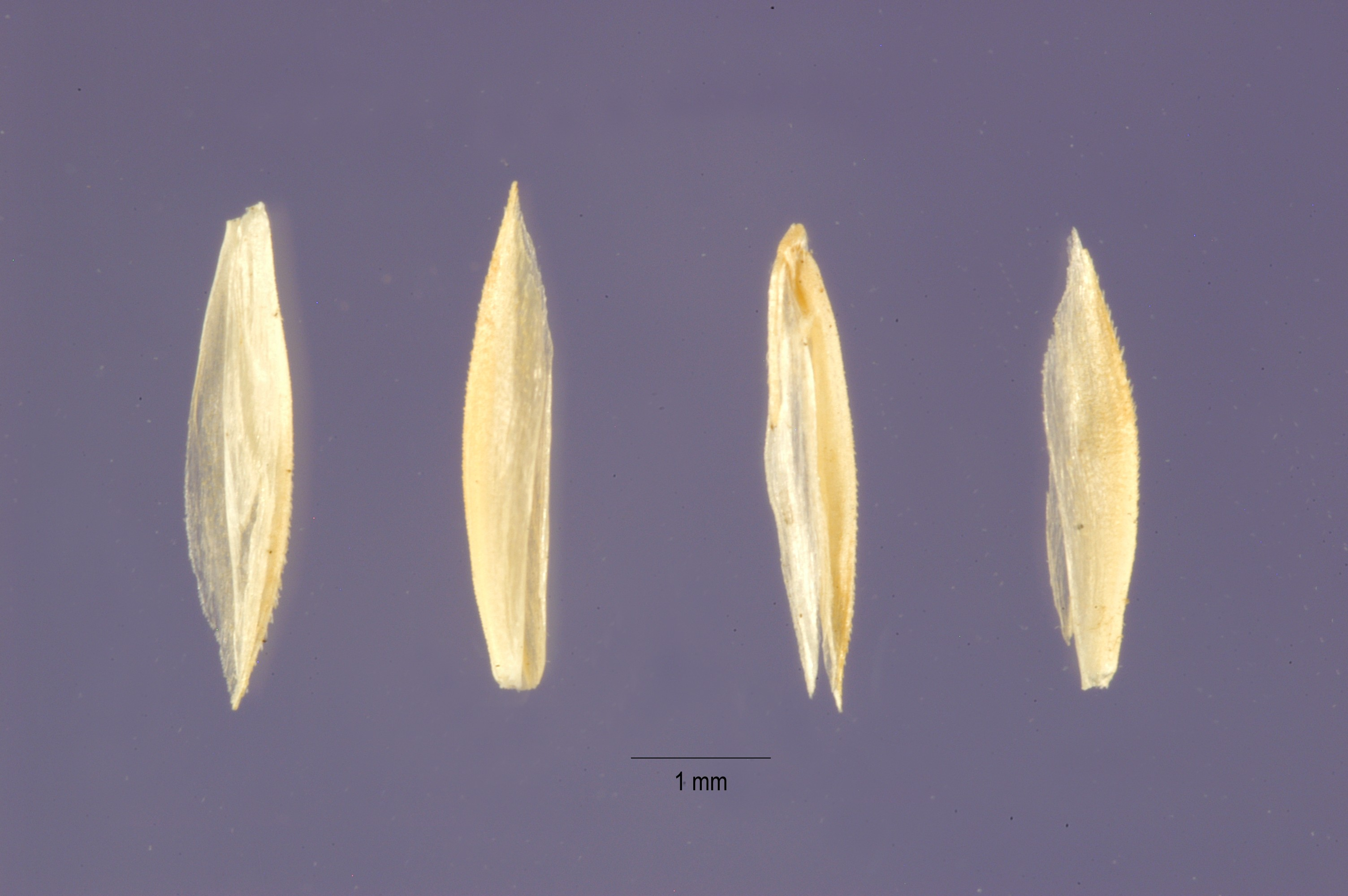
Kafjes